# Hoja membretada
Una hoja membretada o papel membrete (de membrete, que probablemente proviene del cruce de marbete y membrar) es aquel que incluye, impresos, el nombre y el logotipo o algún otro diseño de una compañía o institución. En ocasiones el membrete incluye un diseño en la totalidad o en gran parte de la hoja (las márgenes, el fondo, etc.). El membrete también puede aparecer impreso en un sobre.
Según la legislación de cada país, un membrete puede incluir o no ciertos datos. En Inglaterra y en Gales, por ejemplo, incluye los nombres de todos los directores o funcionarios de la institución, pero no únicamente algunos de ellos.